# 다이마 벨트란
다이마 마옐리스 벨트란 기사도(스페인어: Daima Mayelis Beltrán Guisado, 1972년 9월 10일~)는 쿠바의 유도 선수, 지도자이다. 올림픽에 2회 참가하여 2000년 하계 올림픽과 2004년 하계 올림픽에서 여자 헤비급 은메달을 획득했다. 또한 세계 선수권 대회에서 금메달 2개, 동메달 3개를 획득했다.